# Dombiratos
Dombiratos là một thị trấn thuộc hạt Békés, Hungary. Thị trấn này có diện tích 18,3 km², dân số năm 2010 là 556 người, mật độ 30 người/km².